# Salmo ferox
Salmo ferox är en fiskart som beskrevs av Jardine, 1835. Salmo ferox ingår i släktet Salmo och familjen laxfiskar. Inga underarter finns listade i Catalogue of Life.
Det vetenskapliga namnet Salmo ferox används för flera olika fiskar som förekommer i insjöar på Brittiska öarna, bland annat för exemplar från Loughs Melvin, Lough Erne, Lough Corrib och Lough Mask i Irland, från olika sjöar i Skottland, från sjöarna Ullswater och Bassenthwaite Lake i norra England samt från Llyn Padarn och Llyn Peris i Wales. Flera av dessa populationer avviker genetisk från öring (Salmo trutta) som förekommer i samma insjöar och därför antas att Salmo ferox utgör en art. Det är däremot oklart om klassificeringen gäller för alla populationer.
Individerna äter andra fiskar som rödingar (särskild i Skottland) samt vattenlevande insekter och deras larver. Äggens befruktning sker under november och december. Denna fisk kan leva 23 år.
Den taxonomiska frågan behöver besvaras för att klargöra populationens storlek. IUCN kategoriserar arten globalt som otillräckligt studerad.